# ガレス・アンスコム
ガレス・ウィリアム・アンスコム（Gareth William Anscombe、1991年5月10日 - ）は、プレミアシップグロスターに所属するラグビー選手。

## プロフィール
- ニュージーランド・オークランド出身。
- ポジションはスタンドオフ(SO)、フルバック(FB)。
- 身長 183 cm、体重 86 kg
- U20ニュージーランド代表に選ばれたことがある[1]。
- ウェールズ代表キャップは37(2022年12月現在)。
- ワールドカップ2015・ワールドカップ2023のウェールズ代表に選ばれた[2]。
- 母はカーディフ出身[3]

## 略歴
オークランド、ブルーズ、チーフス、カーディフ・ブルーズを経て、2019年、オスプリーズに加入。
2023年、東京サントリーサンゴリアスに加入。
2024年、グロスターに加入。